# Sisyra elongata
Sisyra elongata is een insect uit de familie sponsvliegen (Sisyridae), die tot de orde netvleugeligen (Neuroptera) behoort. 
Sisyra elongata is voor het eerst wetenschappelijk beschreven door Penny & Rafael in 1982.